# 卡尔·邓尼茨
卡爾·鄧尼茨（德語：Karl Dönitz，德語：[ˈkaɐ̯l ˈdøːnɪts] ⓘ，1891年9月16日—1980年12月24日）是第二次世界大战期间德國海軍的重要领导人，军衔为纳粹德国海军元帥、先後在第二次世界大戰中擔任纳粹德国海軍潜艇艦隊總司令、纳粹德国海軍總司令，以及在希特勒自杀后出任總統，從而成为德国二战結束前的末代總統。
鄧尼茨於第一次世界大戰中就擔任潛艇艦長，而後在兩場大戰的戰間期中建設與訓練海軍潛艇部隊，更以自己的經驗加以改良，搭配戰略規劃、通訊與協調攻擊衍生出潛艇戰術“狼群戰術”，在橫亙大戰全期的大西洋海戰中指揮潛艇艦隊，擊沉盟國船艦約3,000艘，然而德國戰爭海軍的潛艇部隊也付出慘重代價，1170艘服役的潛艇中有783艘被盟軍擊沉，總人數約30萬的潛艦部隊中，戰死比率約68%。與海軍水面艦隊表現不佳的情況相對的是潛艇的活躍，因此在注重前者的海軍總司令雷德爾元帅請辭後，希特勒任命鄧尼茨繼任其職。由於長久共事所取得的信任以及戰爭末期納粹領導階層的背叛，希特勒在遺囑中任命鄧尼茨元帅為其繼承人，身兼總統與德国海軍最高統帥，鄧尼茨將政府駐地選在弗倫斯堡的穆尔维克海军学院，擔任其職位約20多天，指示德軍陸續向同盟國投降。戰後於紐倫堡審判判決10年有期徒刑，於1956年釋放。

## 生平

### 早年與第一次世界大戰

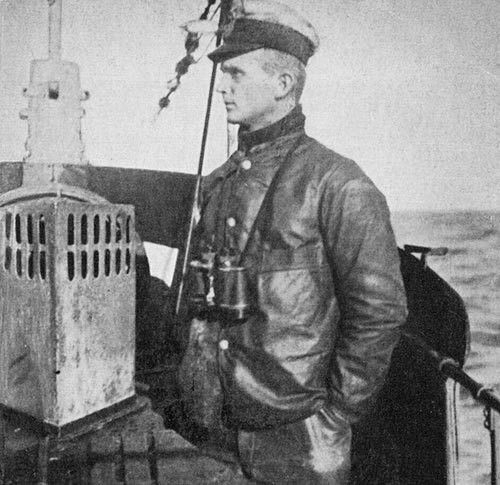
一戰期間擔任U-39號值更官的鄧尼茨中尉。

卡爾·鄧尼茨於1891年9月16日生于柏林近郊小镇格吕瑙，家中有一位兄長——弗里德里希，父親埃米爾為耶拿蔡司玻璃工廠的一位工程師，母親為拜爾，於鄧尼茨五歲時去世。
鄧尼茨與兄長深受父親的影響，灌輸普魯士精神；同時由於父親注重教育，鄧尼茨很快地就被送至采爾布斯特的文科中學與威瑪和耶拿的實科中學就讀。1910年，鄧尼茨應徵加入德意志帝國海軍，於4月1日成為基爾的海軍軍校學生，並以見習水手身份到赫塔号防护巡洋舰上服役。鄧尼茨在軍校中為一位沉穩、保守和勤奮的學生，心中秉持著：「完成自己的責任是道德的最高準則」的原則。1912年秋，鄧尼茨晉升為候補軍官，並轉至慕爾威克海軍軍校就讀、於布雷斯劳号小巡洋舰服役，同年他的父親去世。
1914年，第一次世界大戰爆發，布雷斯劳号和戈本號賣給了鄂圖曼帝國，分別改名為「米迪利號」和「嚴君蘇丹塞立姆號」，而鄧尼茨跟著米迪利號參與對俄罗斯的戰鬥，累積實戰經驗。1916年3月22日鄧尼茨晉升為中尉，之後又被派往加里波底作為飛機觀察員，鄧尼茨在5月時和德國軍官女兒韋伯結婚。同年10月，鄧尼茨轉入德國海軍潛艇部隊，1918年作為潛艇U-39號的值更官，於1917年2月至10月在海上巡弋作戰，表現優良。1918年2月，擔任潛艇UC-25號的艇長，擊沉5艘運輸船，獲得霍亨索倫皇家帶劍騎士十字勳章；7月，又擔任UB-68號潛艇的艇長，在10月4日時襲擊英國的地中海商船團時，被護航艦重創了潛艇，之後在英國約克郡被俘了10個月。

### 戰間期
第一次世界大戰於1918年11月11日結束，但1919年7月鄧尼茨才被釋放，他留在英國，直到1920年才返回德国，再次加入德國海军。在《凡爾賽條約》的限制之下，德國僅能擁有規模非常小的海軍，不能擁有潛艇，且海軍人員僅能15000人，而鄧尼茨以中尉的身份作為德国國家海軍中的T-157魚雷艇艇長，在同年11月1日，晉升為海軍少校。在1933年9月1日，鄧尼茨晉升中校，在1934年9月出任指揮埃姆登號輕巡洋艦。在1935年德國和英國簽署《英德海軍協定》後，德國已能擁有潛艇部隊。1935年10月，鄧尼茨回到潛艇部隊中服役，並晉升上校；同年，魏瑪共和國的「國家海軍」被希特勒改名為「戰爭海軍」。鄧尼茨自回國後傾心研究潛艇戰術，利用一次大戰的經驗和在戰間期與外國合作，私下發展研究潛艇和訓練潛艇人員，復甦德國潛艇力量。
當時的德國海軍學說建立在美國軍事家馬漢的理念上，主張結合潛艇和水面艦艇一起打擊敵人艦隊。到了1937年11月，鄧尼茨開始相信，大規模的通商破壞戰（即「破交戰」）是可行的，特別是對德國海軍的主要對手——英國皇家海軍，他認為必須將德國海軍的艦隊形式從水面艦改成潛艇，戰略是主張攻擊相對於戰鬥艦隊安全許多的商船船隊。他指出，英國本土所需的物資絕大多數都是仰賴於外海殖民地運回本土（英国每年消耗的物资中，石油的75%、铁矿石的88%、铜的95%、铅的99%、小麦的89%、肉类的84%和食油的93%都依赖进口，每年的海运物资总量超过6800万吨，每天航行在大海上的英国运输船多达2500艘），戰略物資仰賴通商船隊，打擊它們能使英國迫於投降，他認為能以300艘的U艇VII型所組成的潛艇艦隊在戰爭裡打敗英國。
鄧尼茨回想起他在一战中所得到的經驗和想法，當時他以單艘的潛艇去襲擊護航船隊，此舉是非常危險的；鄧尼茨就以「多艘潛艇集結起來攻擊船隊」為核心概念，創立出「集结戰術」，以壓倒性的力量打擊船隊，於是鄧尼茨開始在海軍中提倡建設潛艇艦隊。
但在第一次世界大戰後要執行狼群戰術，以德國有限的無線電能力十分困難。在兩次大戰期間，德國開發了特高頻發射器，使得他們的無線電反干擾能力提昇許多，而一戰後發明的恩尼格玛密码机使得防竊密能力加強。鄧尼茨還採用了馬紹爾的想法，讓潛艇處於非常接近水平面的位置和夜間發動攻擊，此一策略使得潛艇的無法被聲納所偵測到。
當時很多人，包括海軍總司令雷德爾，不贊同鄧尼茨的想法。他和雷德爾不斷爭取海軍內部的資金，也同時競爭希特勒的政治交友圈，特別是和戈林。
由於戰爭海軍的水面艦軍力遠低於英國皇家海軍；雷德爾對戰爭的希望全寄託在水面艦建造計畫——Z計劃中，這將大幅提昇德國海軍的水面艦隊力量，有效對抗皇家海軍。然而Z計劃直到計畫裡預定的1945年都未完成。相比之下，在鄧尼茨新的戰術中就沒有如此不穩定的因素和繁雜的飛行人員訓練計畫。與和皇家海軍比較起來相對弱勢的德國水面艦隊比較，一旦戰爭爆發，潛艇戰必是德國海軍唯一的選擇。
1939年1月28日，鄧尼茨晉升為海軍准將和潛艇指揮官。

### 第二次世界大戰
1939年9月，德国入侵波兰，英国和法国對德国宣戰，開始了第二次世界大战。原本預計這場戰爭的爆發將在1945年，而不是1939年，戰爭海軍對於戰爭的到來完全是措手不及。鄧尼茨的U-潜艇部隊只有57艘，其中許多是短航程型，只有22遠洋型能越洋出擊。在雷德爾和希特勒的要求下，以潛艇艦隊直接和英國艦隊交手。這些作戰結果成敗參半，勇敢號航空母艦、皇家橡樹號戰艦和巴勒姆號被擊沉，以及擊傷納爾遜號。這些戰果代價是一些潛艇船隻，削弱了原本就很少量的潛艇部隊，讓狼群戰術的進展更為緩慢。之後，潛艇艦隊又被派去和水面艦隊一同執行破交戰。

#### 德國潛艇艦隊指揮官
1939年10月1日，鄧尼茨成為少將和潛艇指揮官，從1940年7月到10月，因為英國雷達和反潛設備的缺乏，對水下殺手的U艇無法反制，被擊沉了149萬噸的物資，這段時間德軍稱作「第一段歡樂時光」；鄧尼茨也因為領導潛艇表現優異而晉升海軍中將，到了1941年，新交付的U艇VII型使得英國的戰時經濟有了重大影響。雖然商船的生產速度已加快，但德國擁有更優秀的魚雷、U-潜艇和逐漸增加的通商破壞艦，這段時間裡，英國的損失仍居高不下。

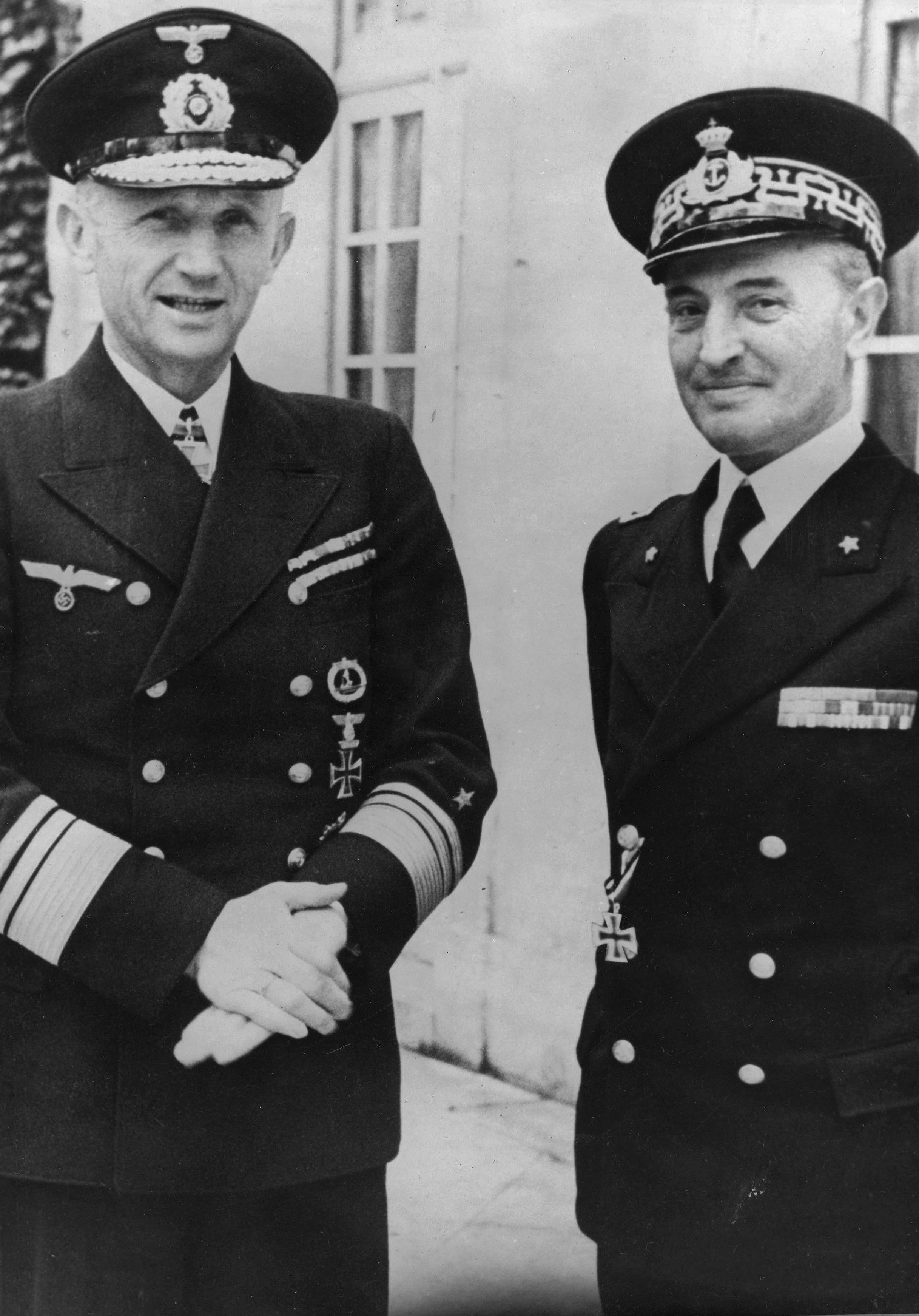
鄧尼茨和意大利皇家海軍中將安傑洛·帕羅納

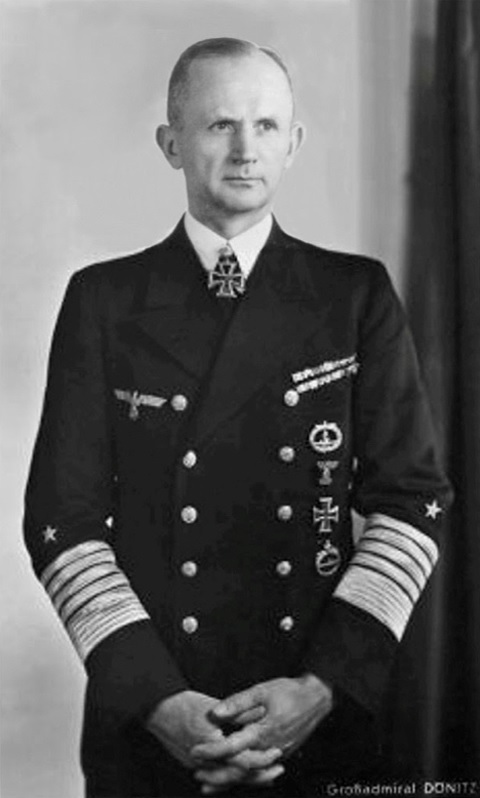
1943年的鄧尼茨

1941年12月7日，日本偷襲珍珠港。使其盟友德國和義大利於12月11日對美國宣戰，次日匈牙利、羅馬尼亞和保加利亞亦对美國宣戰。使大西洋海戰的範圍延伸到了美國東岸，鄧尼茨立即策劃擊鼓行動，讓U-潜艇開始在美國東岸攻擊船隻。由於美國反潛作戰準備不足，在戰初即承受巨大損失，德軍稱作「第二段歡樂時光」。
之後，至少有2次盟軍成功打擊了鄧尼茨的潛艇部隊，他對所有可能的原因進行調查，認為間諜和盟軍成功截取和破解了德國海軍的通訊（海軍的恩尼格玛密码机）。不久，鄧尼茨於1942年2月1日下令潛艇艦隊使用改進版本的恩尼格玛密码机，即「M4型」（擁有四旋轉盤，盟軍稱它作「鯊魚」），使得安全性提高許多（德國海軍是唯一使用改良密碼機的軍隊，其餘的德國軍隊（德意志國防軍），包括空軍，仍繼續使用三旋轉盤的版本）一時間這種變化造成盟軍難以破譯，鄧尼茨也經常去參與潛艇部隊的研究，經常一天和幕僚人員接觸70次，討論每天的行程、戰略、燃料供應和其他各種細節。截至1942年年底，由於U艇VII型的產量增加了，以至於鄧尼茨終於能夠進行大規模的潛艇群體攻擊，以集结戰術使盟軍的航運損失大幅上升，並有一段時間使英國的燃料和補給短缺。
到了1943年中旬，大西洋海戰已不利於德國，但鄧尼茨仍繼續推動建造U-潜艇，並對它充滿信心，進一步的研究潛艇技術，期望德國能一再的扭轉局勢，同時告知希特勒，希望得到他的支持，但盟軍新式的雷達、海空協同的反潛機和護航航空母艦使得潛艇的損失還是不斷增加。

#### 海軍總司令和海軍元帥
1943年1月，鄧尼茨接替雷德尔担任海军总司令，同年被授予海军元帅军衔。雷德爾辭職的原因主要是和希特勒對水面艦之間的爭論，希特勒在巴伦支海海战的失敗後，認為水面艦隊不值得保留，要求拆毀所有艦隊，雷德爾只好請辭，而鄧尼茨則說服了希特勒保留艦隊，但停止建造。它將水面艦艦隊用作存在艦隊，影響盟軍的部署。自1943年中旬以來，鄧尼茨的潛艇損失並沒有隨著他的晉升而減少。他的副手戈德接替他作為潛艇艦隊總司令，也無力扭轉局勢，只能放棄狼群戰術，而改以單艘巡弋的戰術。

#### 總統

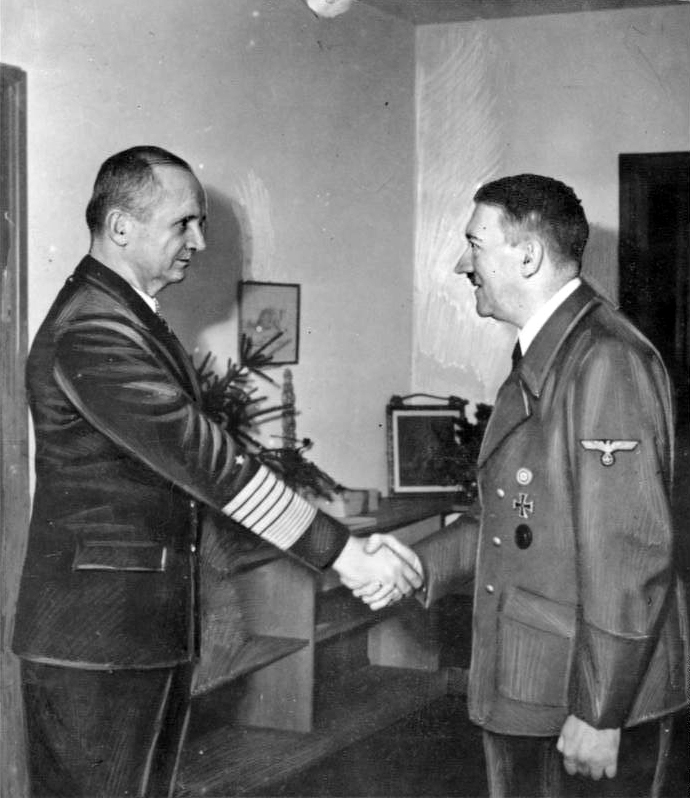
1945年，希特勒於元首地堡接見鄧尼茨

1945年4月20日，鄧尼茨被任命為德國北方部隊和民防司令。1945年4月30日，希特勒自殺。根據他最後的遺言，希特勒將戈林和希姆萊從納粹黨裡開除、撤去他們所有權力，並任命鄧尼茨為他的繼承者，作為聯邦大總統（並非元首）和德意志武裝力量最高統帥，而宣傳部長戈培爾成為總理。希特勒認為，德國陸軍（因為沒有執行希特勒「戰到最後一人」的命令）、空軍（空軍總司令戈林和盟軍私下談和）和黨衛軍（黨衛軍全國領袖希姆萊也和盟軍私下接觸，黨衛軍上將的施坦因纳又不執行希特勒的攻擊命令）都背叛了他，只有海軍能信任。5月1日，戈培爾自殺，鄧尼茨成為即將崩潰的第三帝國唯一代表，並試圖組成新政府。鄧尼茨在紅軍即將攻入第三帝國東部時，擬定並實行了大規模的撤退行動——漢尼拔行動，搶救了200萬平民與30萬士兵至西方，並希望和西方達成單方面的停戰，但遭到盟軍總司令艾森豪威尔拒絕。

#### 弗倫斯堡政府

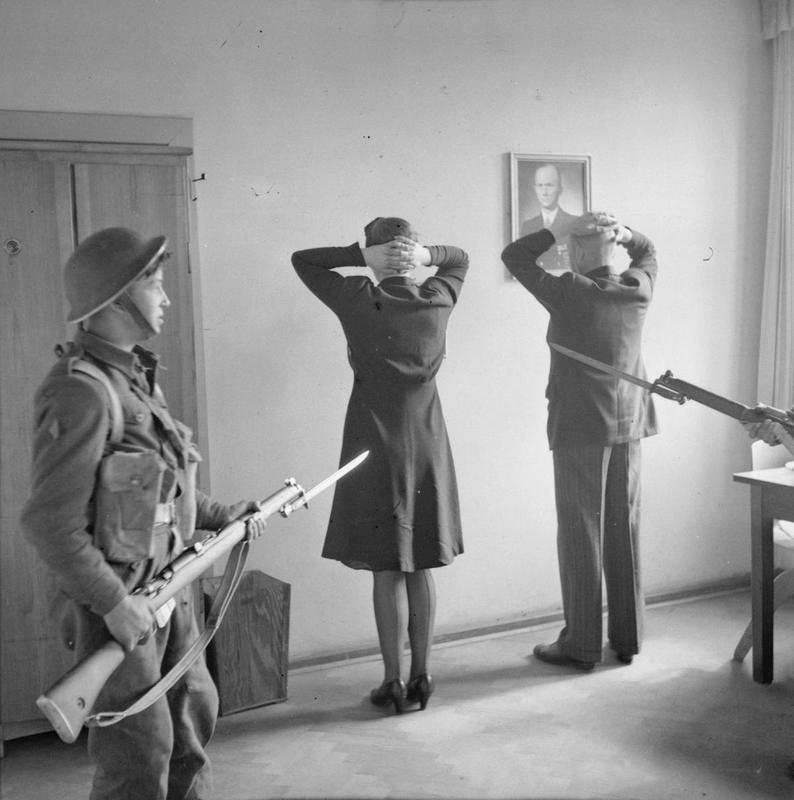
1945年5月英軍逮捕弗伦斯堡政府成员，總統鄧尼茨肖像可見於背景中

被盟軍抓獲的三名弗倫斯堡政府人員：鄧尼茨、斯佩爾、約德爾

鄧尼茨在第三帝國即將滅亡之際，於弗倫斯堡成立另一新政府，以取代納粹黨政權，企圖與盟軍談和。由鄧尼茨擔任聯邦大總統，值得注意的是，此職位與希特勒的帝國元首並不相同；克羅西克擔任內閣總理；希姆萊擔任內政部長（於1945年5月6日被解職）。弗倫斯堡政府位於西方盟軍的佔領區附近，主要內閣人員也被英軍所俘虜。5月7日，鄧尼茨授權弗里德堡、凱特爾和史托普在柏林簽署無條件投降書。

## 家庭
鄧尼茨的兩個兒子皆死於二戰。他的小兒子彼得，作為U-954潛艇的值更人員並在1943年5月19日死亡，而哥哥克勞斯死於1944年5月13日魚雷艇S-141的突襲行動。鄧尼茨的女兒烏蘇拉則是嫁給了潛艇指揮官海斯勒。

## 鄧尼茨與納粹主義
儘管鄧尼茨多次發表反對言論，鄧尼茨仍被視為納粹主義的支持者。幾位海軍軍官還曾說他是「和希特勒與納粹主義緊密地聯繫在一起」。有一次，還聽到他讚揚希特勒的「人性」。他也拒絕協助斯佩爾制止焦土政策，他說道：「和希特勒相比，我們都是無足輕重的人，任何自認能做的比元首好的人皆是愚蠢的。」
根據幾位反犹太主义者還指出，鄧尼茨曾在1944年8月時說過：「我寧願吃屎，也不要看到我孫子在猶太人存在的骯髒環境下成長。」；對以上這些言論，鄧尼茨皆予以否認，也對猶太人大屠殺一無所知，並宣稱在「他的人」裡面沒有人對猶太人持以敵視態度，並指出在希特勒迫害猶太人時，他出面保護猶太裔的海軍軍官罗格。

## 紐倫堡審判和服刑

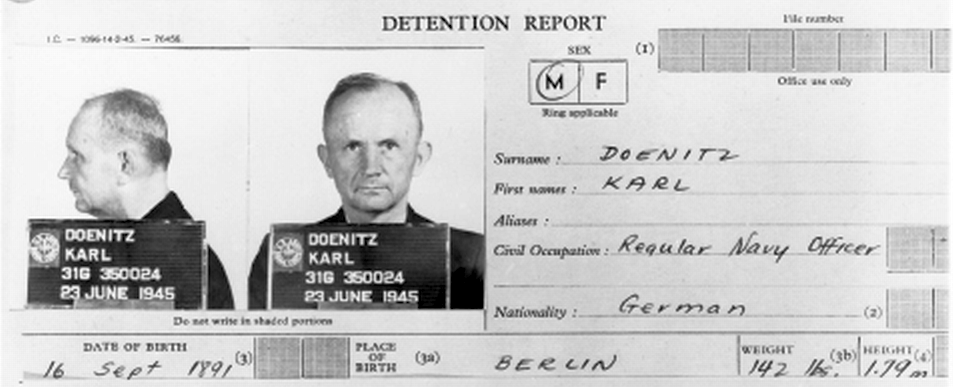
鄧尼茨拘留時的資料

當戰爭結束時，鄧尼茨以戰俘的身份被同盟國所拘留，他在紐倫堡審判中被指控為戰犯，主要在三個方面：
- 反和平密謀罪
- 侵略計划、實行罪
- 戰爭罪

審判過程中，鄧尼茨的辯護者證明他並未參與戰爭的發動計划。理由是，直至戰爭發生時，他僅僅官拜上校，根本無從置喙。因此第一項罪名起訴後被判無罪。但因為另外兩項皆為成立，且被指控於1939年的下達戰爭令第154號，發動無限制潛艇戰（後來沒有正式列入他的判決中，因為美國承認對日本也採取此戰術），鄧尼茨最後被判處十年監禁。在審訊期間，美國軍事心理學家吉爾伯特，被允許研究在紐倫堡審判中犯有戰爭罪的納粹領導人，在德國版的韦克斯勒成人智力量表測驗中，鄧尼茨有138分，為所有納粹領導者中的第三高者。
當他在西柏林的施潘道監獄中服刑時，經常鍛煉身體和持續讀書，獄卒稱他作「獅子」，視其為一名危險人物。

## 晚年
鄧尼茨到1956年10月1日才被釋放，之後他退休到西德石勒苏益格-荷尔斯泰因的一座村子定居，他在之後創作了2部作品，他的回憶錄《10年和20天》，該書於1958年在德國出版，隔年又有英文翻譯版上市。「10年」指的是鄧尼茨作為潛艇指揮官，「20天」則是他作為總統的日子；书中，鄧尼茨将納粹政權解釋为是時代的产物，并且争辩说他不是一個政治人物，因此不能在道義上負起纳粹政權的大部分罪行，他也批評專制制度是政府的根本缺陷，並指責专制制度是納粹許多錯誤的根源。
鄧尼茨的第二本書，《我風雲變幻的一生》，比較少人知道，內容敘述他1934年前的事，這本書是首次出版於1968年，在1998年出版新的版本，標題改作《我作為軍人的一生》。
與阿爾伯特·斯佩爾不同，鄧尼茨完全不後悔在第二次世界大戰做的一切，因為他認為「沒有人會尊敬放棄對國家的信念與責任者，無論是大或小的背叛。」
鄧尼茨在批評希姆萊的和平談判時寫道：「通敵者應是備受鄙視的小人，任何國家的人、甚至是他的敵人都所不齒。每個國家都應該一致的譴責這種背叛行為，無論是用何種方式，它都是破壞國家的基礎。」
鄧尼茨的餘生在奧米勒平淡的度過，直到1980年12月24日因心臟病去世，终年89歲。

## 個人

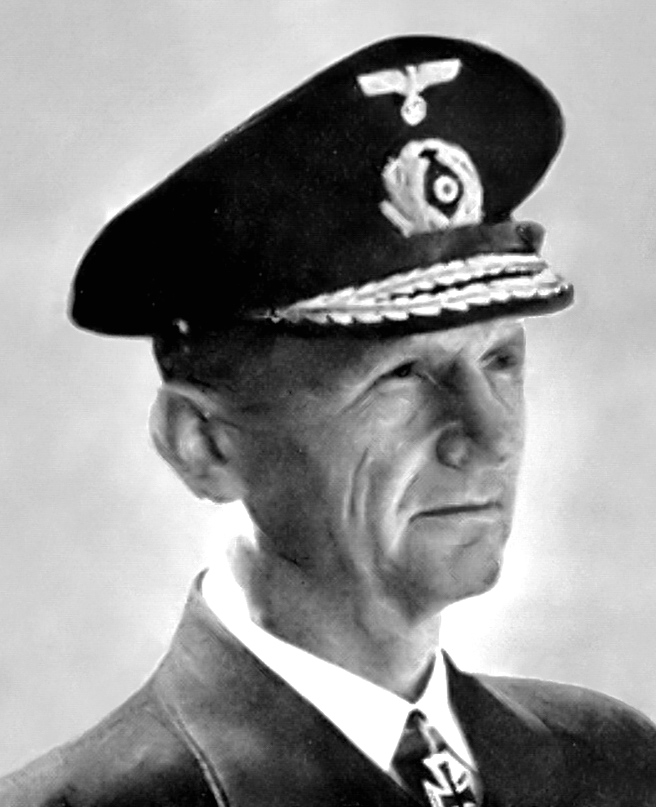
卡尔·邓尼茨照（中將時期）

鄧尼茨表示一戰搭乘U艇的經驗令他了解，在狹小封閉的空間內船員團結的重要性，並形容「我們就像孤立在海裡的大家族一樣，也就是說U艇上的人都是命運共同體，很少有這麼美麗的東西。能成為其中的一員，是貴重而難以忘懷的經驗」，並以「我為人人，人人為我」為座右銘。
希特勒很信任鄧尼茨，稱其為「海上的隆美爾」，戈培爾對他的評價也很高，在他的日記中寫道：「鄧尼茨和戈林很不一樣，兩個人其實都無法很好地掌握自己的兵器，戈林就放棄了，因此失敗，而鄧尼茨就克服了這個困難」、「如果在此提議把空軍的指揮權交給海軍、交給鄧尼茨會怎麼樣呢？……鄧尼茨是還不錯的領導人。可以給已經挫敗的我們的空軍帶來新的模式。按我的想法，這才是新的勝利的前提」，日記中有很多讚揚鄧尼茨的字句。
鄧尼茨對很麻煩的民主主義沒什麼興趣，又很討厭蘇聯和社會主義，除此以外並沒有什麼固定的政治信念，也不是納粹的元老黨員，這樣的人為何會被希特勒指定為後繼者有很多謎團。
在紐倫堡審判時接受歷史學者戈登申採訪時，鄧尼茨在被問到自己為何成為希特勒繼承人時說「希特勒選擇我的理由一是我作為海軍軍人的評價很高，二是因為他覺得不可能真正實現和平。我很高興的接受了。但是我當時不知道希特勒有滅絕猶太人的計畫。到了紐倫堡之後我才知道有這回事」，並諷刺地表示「接受一個正在崩潰的國家的領導人地位是犯罪」和「防止德國的武器和人員被德國的天敵俄羅斯奪取也是犯罪」、「我知道我們當時已經不得不投降，但我們希望不是對俄羅斯而是對英美投降」。
關於紐倫堡審判，他批判道：「為什麼一個外國法庭可以裁決一個擁有主權的他國政府？如果我們獲勝了，我們也不能審判羅斯福、摩根索、邱吉爾、艾登，我們也沒這個想法。就算是通過審判來決定，也必須由這個國家設置的法庭來審判」。
關於希特勒，他說道「我覺得他說的話總是很有邏輯，我能感覺到他的要求是為了德國。現在來看他太不考慮對猶太人和鄰國國民的事務」、「他的思路很清楚，我接受吉爾伯特博士的智商測驗的時候可以記下九位數數字，但希特勒有著驚人的記憶力，只要是讀過的東西全部都能想起來」。有關戈林他說道：「至少在這場審判中我不覺得戈林有什麼不對的地方，他之前所有的犯罪嫌疑不是都沒能被證實嗎？我以前對戈林說過。國家社會主義的問題在於這是個分裂的家，德國不考慮「鄰居」的事情就想在這個「社區」中生存，戈林也同意我的想法，所以，即使是戈林，他也不是檢察官和全世界的人都想像的、那麼爛的人」。
在這訪談中他也表示自己對猶太人沒有偏見。他舉例說1934年自己把船停到西班牙的港口時，他無視德國領事的反對，邀請在西班牙北部擁有銅礦的猶太人參加他的艦上午餐會，另外他還拒絕了希特勒要求撤職海軍軍官學校中的猶太裔軍官的要求。另外有關於他是否知道猶太人遭受迫害的問題他表示：「可以說知道，也能說不知道，有關「水晶之夜」的事情我讀一些報導就獲知了。當時我忙於U艇和海軍的事情，沒有時間去處理猶太人的事情」、「我沒有愧疚的事情，也沒有參與虐待或犯罪行為，為了祖國我雖然準備幫助希特勒，但因此就批判我協助滅絕猶太人是很可笑的，也是完全無中生有的。」
他承認知道有集中營的存在：「當時囚禁的只有12,000人的政敵，但現在在美國佔領下的德國收容了50萬的德國人，你們有沒有考慮過這種事情？」、「（集中營在）某種程度上是正當的。1933年如果希特勒不把共產主義者關進集中營的話，就會爆發內戰、釀成流血慘劇。就算通過合法選出的政府，共産主義者都一樣會掀起叛亂。1932年的德國已經面臨了最嚴重的內亂危機，當時我們已經被迫選擇要共產主義還是國家社會主義，興登堡等保守派選擇了希特勒，我也是一樣。就算還有一次選擇機會，我依舊會選擇國家社會主義。把這些有著有害想法的人關進集中營就可以避免德國流血。難道打內戰會比較好嗎？」。
他也毫不掩飾對蘇聯和共產黨的厭惡：「俄羅斯是世界上最爛的犯罪國家，共產主義是最邪惡的思想。那些人告發我加害他們根本是荒謬至極。俄羅斯人不是總在策劃新的陰謀嗎？在跟我們打仗之前，俄羅斯人就說他們想要丹麥和部份的波蘭，我現在就告發他們有這樣的政治陰謀。」
根據紐倫堡監獄心理分析官吉爾伯特上尉開庭前對所有被告進行的智力測驗，鄧尼茨的智商指數為138，和戈林並列為所有被告中的第三位（第一位的沙赫特考慮到年齡偏高，此一數據有相當的灌水成份，若排除此人，鄧尼茨便是僅次於賽斯-英夸特的第二位）。

### 引用
1. ↑  （英文）.   [2010-09-08]. （原始内容存档于2013-08-24）.
2. ↑  （英文）.   [2010-09-08]. （原始内容存档于2017-10-02）.
3. 1 2  胡, 元赋. . 中国北京: 台海. 2014: 37. ISBN 9787516802540.
4. 1 2 3 4  Mitcham & Mueller（2001年），第236页
5. 1 2  刘道生（1989年），第216页
6. ↑  Padfield（1984年），第23页
7. ↑  Dönitz, Karl, Grossadmiral, translated by Stevens, R.H. Memoirs: Ten Years and Twenty Days. (Cleveland: World Publishing, 1959) (tr from Zehn Jahre und Zwanzig Tage).
8. 1 2  Dönitz, Memoirs.
9. ↑  Dönitz, Ten Years and 20 Days.
10. ↑  Commonly Drumbeat, with connotations of "tattoo" or "thunderbolt" in German
11. ↑  .   [2009-10-18]. （原始内容存档于2018-12-12）.
12. ↑  . uboat.net.   [2009-08-16]. （原始内容存档于2010-06-16）.
13. 1 2 3 4 5 6 7  "The Impact of Nazism"
14. ↑  "Avalon"
15. ↑  Dönitz p. 477
16. ↑   （页面存档备份，存于） The Reader's Companion to Military History
17. ↑  .   [2009-10-17]. （原始内容存档于2013-08-24）.
18. ↑  Ten Years and Twenty Days, page 190, first edition
19. ↑  Stetson, Damon. . The New York Times. 1980-12-26  [2023-09-16]. ISSN 0362-4331. （原始内容存档于2023-09-02） （美国英语）.
20. ↑  クノップ 2001，第325頁.
21. 1 2  パーシコ、上巻p.47
22. ↑  クノップ（2001年），第350、357页
23. 1 2  ゴールデンソーン（2005年），第232页
24. ↑  ゴールデンソーン（2005年），第/230239-240页
25. ↑  ゴールデンソーン（2005年），第240页
26. ↑  ゴールデンソーン（2005年），第237-238页
27. ↑  ゴールデンソーン（2005年），第233页
28. ↑  ゴールデンソーン（2005年），第234页
29. ↑  ゴールデンソーン（2005年），第236-237页
30. ↑  モズレー（1977年），第166页

## 外部連結
- Archives of news and details about Karl Dönitz （页面存档备份，存于）

| 政府职务             | 政府职务                     | 政府职务                                                               |
| -------------------- | ---------------------------- | ---------------------------------------------------------------------- |
| 前任： 阿道夫·希特勒 | 德國國家元首 德國總統 1945年 | 繼任： （盟軍佔領1945—1949年） 特奧多爾·豪斯（西德） 威廉·皮克（東德） |